# Trichophysetis aurantidiscalis
Trichophysetis aurantidiscalis là một loài bướm đêm trong họ Crambidae.